# Full Tilt! Pinball
Full Tilt! Pinball — аркадна відеогра, що імітує пінбол, розроблена Cinematronics і опублікована Maxis у 1995 році. Він містить попередньо відрендерену 3D-графіку та три столи — Space Cadet, Skullduggery і Dragon's Keep. На кожному столі є дисплеї збоку, які показують рахунок гравців, номер м’яча, номер гравця, дисплей для різної інформації та зображення столу.